# Stigmatophora leacrita
Stigmatophora leacrita là một loài bướm đêm thuộc phân họ Arctiinae, họ Erebidae.